# Gynoplistia laticosta
Gynoplistia laticosta là một loài ruồi trong họ Limoniidae. Chúng phân bố ở miền Australasia.